# Adaílton José dos Santos Filho
Adaílton José dos Santos Filho, genannt Adaílton oder José Adaílton (* 16. April 1983 in Salvador da Bahia), ist ein ehemaliger brasilianischer Fußballspieler, der zuletzt beim Miami FC in der North American Soccer League spielte.

## Erfolge
Vitória
- Copa do Nordeste: 2003